# Frasier
 (septembre 2022).
- Si vous ne connaissez pas le sujet, laissez ce bandeau (vous pouvez alors contacter les auteurs).
- Si vous supprimez le contenu mis en cause (vous pouvez préalablement contacter les auteurs),

argumentez précisément cette suppression dans la page de discussion
(un manque de référence n'est pas un argument ; une recherche réelle de référence doit avoir été effectuée, être formellement documentée).
Frasier est une série télévisée américaine en 265 épisodes de 25 minutes, créée par David Angell, Peter Casey et David Lee et diffusée entre le 16 septembre 1993 et le 13 mai 2004 sur le réseau NBC.
En France, la série a été diffusée à partir du 7 mars 1999 sur Série Club, Paris Première et TPS CinéCulte puis Comedy Central en 2023, en Suisse sur RTS Un et en Belgique depuis le 1er mars 2012 sur Club RTL.
La série est une série dérivée de la série Cheers, dans laquelle le personnage de Frasier apparaît pour la première fois. Un projet de suite est mis en chantier en février 2021 pour Paramount+. Une première série de dix épisodes débute le 12 octobre 2023.

## Synopsis
Psychiatre à la radio, Frasier Crane voit ses petites habitudes bouleversées lorsqu’il accepte d’accueillir son père chez lui. Divorcé et maniaque, cet homme de quarante ans est habitué à vivre seul et n’aime pas que l’on dérange sa petite routine. Cependant il ne peut mettre à la porte son père handicapé (policier blessé en service) et les deux hommes sont obligés de cohabiter tant bien que mal. Mais la communication n’est pas bonne, père et fils ont du mal à extérioriser leurs sentiments et les discussions finissent bien souvent en disputes.
Pour s’éloigner de cette ambiance tendue, Frasier aime retrouver son frère Niles autour d'un café, pour philosopher sur l'existence et critiquer son entourage. Niles est un personnage snob et intolérant, peu disposé à faire des sacrifices.
La série reçut l'Emmy Award de la meilleure série comique cinq années de suite.

## Distribution
- Kelsey Grammer (VF : Joël Martineau) : Dr Frasier Crane
- David Hyde Pierce (VF : Éric Aubrahn) : Dr Niles Crane
- John Mahoney (VF : Bernard Tiphaine) : Martin Crane
- Jane Leeves (VF : Brigitte Virtudes) : Daphne Moon Crane
- Peri Gilpin (VF : Francine Lainé) : Roz Doyle
- Moose et Enzo : Eddie
- Dan Butler (VF : François Pacôme) : Bob « Bulldog » Briscoe (saisons 4 à 6 - récurrent saisons 2 et 3)
- Edward Hibbert (VF : Michel Lasorne) : Gil Chesterton
- Bebe Neuwirth (VF : Caroline Beaune (saisons 1 à 8) puis Gaëlle Savary) : Dr Lilith Sternin
- Tom McGowan (VF : Luc Boulad) : Kenny Daley
- Harriet Sansom Harris (VF : Marie-Martine) : Bebe Glazer
- Patrick Kerr (en) : Noel Shempsky

 Source et légende : version française (VF) sur RS Doublage

## Création
Alors que la sitcom Cheers touchait à sa fin, Kelsey Grammer confia aux producteurs qu'il avait apprécié sa participation à un épisode de la série Wings et qu'il souhaitait qu'une nouvelle série lui soit consacrée. Cependant, il ne souhaitait pas continuer à endosser le rôle de Frasier Crane et les producteurs de leur côté ne désiraient pas que leur nouvelle série comporte trop de ressemblances avec Cheers. Ils lui proposèrent d'incarner un millionnaire paraplégique inspiré de Malcolm Forbes et vivant avec une gouvernante espagnole. L'idée plut à Grammer, mais Paramount Television la rejeta parce que trop éloignée de Cheers. De plus, Frasier n'était pas le personnage que le public souhaitait le plus voir dans une série dérivée. Sam Malone arrivait en tête avec 15 %, suivi de Woody Boyd avec 12 % et Norm Peterson avec 10 %. 29 % des spectateurs ne désiraient pas de spin-off.
Grammer accepta finalement d'apparaître dans une série entièrement consacrée à Frasier. Cependant, les producteurs insistèrent pour que l'histoire se déroule le plus loin possible de Boston, afin d'empêcher les dirigeants de la chaîne NBC d'introduire durant la première saison d'anciens personnages de Cheers (qui sont revenus dans les saisons ultérieures). Après Denver, c'est Seattle qui fut choisi par les producteurs. Afin de ne pas se calquer sur une autre série déjà existante, ils décidèrent de se concentrer au départ sur la vie professionnelle du personnage. Mais sentant une proximité avec une autre sitcom très connue à l'époque, ils finirent par développer aussi la vie privée de Frasier, en s'inspirant d'un élément du vécu de l'un d'entre eux : la présence d'un père âgé, à la personnalité diamétralement opposée à celle de son fils.
Au départ, Frasier devait être le fils unique de deux scientifiques disparus. Ce n'est que lorsqu'un producteur s'aperçut de la ressemblance entre Grammer et David Hyde Pierce, que Niles fut introduit.
Dans un épisode de la série, Sam Malone effectue un retour à Seattle et apprend la vérité au sujet de Niles et de Martin, le père des Crane. Frasier révèle que l'histoire racontée dans Cheers était un mensonge parce qu'à ce moment, lui et son père entretenaient une relation téléphonique houleuse.
Le personnage de Martin et son métier sont issus de la propre expérience de vie de l'un des producteurs dont le père avait travaillé pendant 34 ans au département de police de Seattle. De plus, avoir donné un père à Frasier, on a transformé le caractère du personnage devenant ainsi dédaigneux. 
La relation entre Kelsey Grammer et John Mahoney passait très bien à l'écran, le premier ayant grandi sans père et le second n'ayant jamais eu d'enfants. La nurse de Martin devait au départ être d'origine hispanique, mais Jane Leeves auditionnant, elle est devenue d'origine britannique. Dans un premier temps réticent à l'idée que la série puisse ressembler à un autre programme similaire, Kelsey Grammer a finalement donné son accord pour que Leeves joue dans la série. Le personnage de Roz, quant à lui, devait au départ être interprété par Lisa Kudrow, mais c'est finalement Peri Gilpin qui a obtenu le rôle.

## Personnages
- Frasier Crane : Diplômé de l'université d'Harvard et de celle d'Oxford. Il habite un appartement cosy au 1901 des Tours Elliot Bay à Seattle, qu'il décore d'art africain (un de ses hobbies). Ses loisirs sont par ailleurs « simples » : jouer du piano, aller à l'opéra, goûter du vin chèrement importé avec son frère Niles. Il est très peu intéressé par le sport, et dédaigne constamment les sports populaires tels que le baseball ou le football américain, dont son père est supporter, mais, classe sociale oblige, il joue parfois au squash. Il fréquente le Café Nervosa, tout comme Niles.

Frasier a un fils, Frederick, de son mariage avec Lilith Sternin, psychiatre comme lui, dont il est divorcé. Il s'est marié une première fois avec une certaine Nanette. Plus tard, durant la série Cheers, il faillit se marier avec la barmaid Diane Chambers (Shelley Long) en Italie, mais celle-ci lui fit faux bond.
Psychiatre, il possède son propre show sur la radio KACL, où il écoute et conseille les auditeurs. Cette émission a un franc succès puisqu'il devient en peu de temps une des stars des ondes et une personnalité influente du tout-Seattle. Ce qui attire la jalousie et les moqueries de Niles, psychiatre lui aussi, qui considère cela comme de la psychothérapie « fast-food ». Bien qu'aidant de nombreuses personnes, sur les ondes ou dans son entourage, à régler leurs problèmes, Frasier a paradoxalement beaucoup de mal à mettre de l'ordre dans sa vie. Ses relations familiales sont parfois houleuses et sa vie sentimentale est parcourue de fiascos.
- Niles Crane : Diplômé de Yale et de Cambridge. Frère de Frasier, il est lui aussi psychiatre. Il a une aversion pour les insectes, de nombreuses allergies alimentaires et est assez maniaque (il époussette toujours sa chaise avant de s'asseoir). Il est marié à Maris, une riche héritière, ce qui lui a permis une confortable ascension sociale. Mais, bien qu'attaché à sa femme, il est attiré par Daphne dont il cherche constamment à attirer l'attention, parfois au prix du ridicule. Une grande partie du ressort comique de la série est basé sur cet amour inavoué. Niles est un personnage assez snob et intolérant qui appelle Martin "père" au début de la série. Du propre aveu de David Hyde Pierce, les producteurs lui ont expliqué que Niles correspondrait à une version de Frasier qui ne serait jamais parti à Boston et n'aurait jamais rencontré ses amis du Cheers.

- Martin Crane : Père de Frasier et de Niles et policier à la retraite. Blessé par une balle à la hanche lors d'un hold-up, il est recueilli pour sa convalescence par Frasier tout juste revenu de Boston. Il amène avec lui son chien, Eddie, ses bières et son fauteuil déglingué ; tout ceci l'amène à de nombreuses confrontations avec son fils, avec qui il a très peu d'intérêts en commun. Il fréquente le bar Duke's, tenu par son meilleur ami Duke et fréquenté par ses anciens collègues de travail. LorsqueDuke's est détruit, il commence à fréquenter le bar McGinty's. Martin est assez modeste, contrairement à ses fils, et il apprécie les cafés noirs et les sports d'équipe. Il déteste en revanche les cafés sophistiqués privilégiés par ses fils et la musique classique. Son alcool préféré est la bière américaine Ballantine, qu'il boit dans chaque épisode. Ironiquement, John Mahoney est un grand amateur de vin et d'opéra.

- Daphne Moon : Venue d'Angleterre, elle est engagée par Frasier pour être l'aide-soignante de son père, et plus largement à son grand dam, l'aide ménagère de la maisonnée. Un peu médium sur les bords, elle a quelquefois des visions médiumniques accueillies par les Crane avec circonspection. Sa vie sentimentale en début de série est désastreuse, et elle vit dans la crainte de rester célibataire, ou plutôt dans la crainte de se voir reprocher par sa mère de ne pas lui avoir donné de petit-enfant.

Elle mentionne par l'exemple les membres de sa famille en Angleterre, excentrique et de rang social très modeste. Ainsi on verra apparaître son père Harry (Brian Cox) et sa mère Gertrude. Elle est la seule fille d'une famille de neuf enfants. Ses frères, Simon, Steven, Billy, Nigel et Michael ont fait des apparitions. Daphné mentionne régulièrement sa grand-mère dont elle était proche étant enfant et de qui elle tient des anecdotes surprenantes. L'actrice Jane Leeves est elle aussi d'origine anglaise.
- Roz Doyle : Productrice de l'émission de Frasier, et aussi amie. Venue du Wisconsin, elle a un caractère très franc et s'amuse à lancer des piques à Frasier, lequel contre-attaque fréquemment en raillant son côté « mangeuse d'hommes ». Elle cumule en effet les aventures sans lendemain, assumant une sexualité libre qui fait de ce personnage une icône féminine. Une de ses aventures d'un soir  avec un étudiant de 20 ans, serveur au Café Nervosa, aura pour conséquence la naissance de sa fille Alice en 1998. Roz décide d'élever sa fille seule pour ne pas bloquer les projets d'études et de voyages du père de son bébé. Les personnages de mère célibataires sont alors peu courants dans les sitcoms.

- Eddie : Ce Jack Russell Terrier est le compagnon à quatre pattes de Martin, qui le traite bien plus affectueusement que ses fils, selon Frasier. Selon Martin, Eddie a bien plus compris de choses de la vie et est bien plus sage que son psychiatre de fils. Dès la première saison, il est l'objet d'un running gag où il fixe constamment Frasier du regard, ce qui met toujours ce dernier mal à l'aise.

- Maris Crane : Femme de Niles Crane. Elle n'apparaît jamais et on ne l'entend jamais non plus. Au début de la série, les créateurs avaient vaguement pensé l'incarner par une actrice un jour, mais devant la très longue liste de ses défauts et de son apparence physique il a semblé évident, pour l'effet comique, qu'aucun être humain ne pourrait pleinement la représenter. On sait que c'est une riche héritière, très attachée à son rang social et qui n'a jamais travaillé avec ses mains. Elle doit être très maigre et de constitution fragile, son manque total de force physique est l'objet des moqueries de Frasier. Elle est évidemment habituée à ne montrer aucune affection, surtout à son mari, mais se met très vite dans tous ses états lorsqu'elle est laissée seule sans domestique, ou si quelque roturier menace son rang social (sa peur des avions date du jour où on l'a chassée de la première classe). Un tel personnage sur lequel toutes les inventions sont permises est une belle possibilité pour les personnages, surtout Frasier et Martin qui ne la supportent pas, d'aligner railleries et bons mots sur son dos.
- Bob Bulldog Briscoe : Animateur des sports. Il succède à Frasier après son émission. Il est surtout connu pour piquer des colères lorsqu'il croit s'être fait voler des objets qu'il a en fait perdus.

## Liste des participants
Les participants à l'émission de Frasier sont interprétés par des acteurs qui ont enregistré leurs voix en studio sans jamais apparaître vocalement. Certains participants sont apparus en vrai telle que Lilith, l'ex femme de Frasier, ou Woody son vieil ami du Cheers. D'autres ont participé à certains épisodes dans un rôle tout à fait différent de celui qu'ils tenaient au téléphone. Les problèmes mentionnés par les auditeurs étaient souvent l'histoire principale de certains épisodes impliquant Frasier et/ou son héritage. Le tout premier auditeur (non entendu) était un certain Bob qui ne laissait pas sa compagne respirer en se montrant envahissant.
| Appelant                 | Saison et Épisode | Interprété par              | But de l'appel | Notes |
| ------------------------ | ----------------- | --------------------------- | --- | --- |
| Russell                  | 1.01              | Griffin Dunne               | le premier auditeur qui sent que sa vie ne mène nulle part | Dunne interprète ensuite le photographe paraplégique nommé Bob qui deviendra l'ami de Frasier.                                                        |
| Claire                   | 1.01              | Linda Hamilton              | femme ayant le cœur brisé par son petit ami | A joué un personnage similaire dans Terminator et réapparaît dans le dernier épisode de la quatrième saison dans le rôle de Laura.                    |
| Leonard                  | 1.02              | Christopher Reeve           | un agoraphobe effrayé par les grands espaces | Reeve a joué Superman. |
| Pam                      | 1.03              | Patti LuPone                | a quelques problèmes avec ses beaux-parents | a joué ensuite la tante Zora dans la saison 5. |
| Lorraine                 | 1.04              | Judith Ivey                 | est sans arrêt interrompue par d'autres appels | |
| Derek Mann               | 1.04              | Joe Mantegna                | un journaliste que Frasier a provoqué et qui le défie en duel. | Comme Grammer, Mantegna joue l'un des personnages des Simpson                                                                                         |
| Doug                     | 1.05              | Jeff Daniels                | conserve de très mauvais rapports avec sa mère | |
| Gary                     | 1.06              | Robert Klein                | sa femme veut partir en Italie, mais lui préfère investir l'argent dans une pompe à eau | |
| Hank                     | 1.07              | Eddie Van Halen             | ne sait pas s'il est en ligne ou non. | |
| Marco                    | 1.07              | Bruno Kirby                 | se plaint à propos de sa petite amie qui veut se marier avec lui alors qu'il hésite encore. | |
| Danielle                 | 1.08              | JoBeth Williams             | a quelques soucis avec son "monsieur" (un mot que Frasier ne comprend pas en VO) | Williams a joué Madeline Marshall dans Adventures and Paradise.                                                                                       |
| Roger                    | 1.09              | Carl Reiner                 | se dispute avec sa femme; Frasier répond qu'il ne peut pas aider à l'aide d'un microscope | |
| Don                      | 1.10              | Jay Leno                    | se plaint à propos d'une prise de poids récente | Connu pour posséder cent voitures. |
| Barry                    | 1.12              | Ben Stiller                 | ne cesse de pleurer le jour de Noël | Ben Stiller est en fait de confession juive |
| Don                      | 1.12              | Eric Stoltz                 | appelle pour parler de l'esprit de Noël | |
| Tom                      | 1.12              | Mel Brooks                  | un homme traumatisé en découvrant que son cadeau (un chiot) ne s'est pas réveillé | Brooks est de confession juive. |
| Jeff                     | 1.12              | Dominick Dunne              | dit qu'en regardant La Mélodie du bonheur il sent soudain une mélancolie l'envahir (à un moment où Frasier a dû renoncer à une visite avec son fils afin d'assister à une représentation théâtrale à Salzbourg). | |
| Gladys                   | 1.12              | Rosemary Clooney            | est tombée tellement de fois dans la douche qu'on ne peut plus lui déceler de blessures à la hanche | |
| Al                       | 1.13              | Henry Mancini               | un homme qui ne supporte pas le son de sa propre voix | |
| Ethan                    | 1.13              | Elijah Wood                 | un adolescent qui trouve que les conseils de Frasier ne lui vont pas. Il est régulièrement malmené à cause de son physique et de sa personnalité.                                                                | Wood, à cause de sa carrière, a été scolarisé à domicile avant de rejoindre l'université.                                                             |
| Marianne                 | 1.13              | Piper Laurie                | n'accepte pas que le petit ami de sa fille dorme dans la même chambre qu'elle | Laurie a joué dans l'épisode Dr. Nora. Elle interprète aussi une mère fanatique religieuse dans Carrie.                                               |
| Hank                     | 1.16              | Timothy Leary               | se plaint à propos de sa personnalité | |
| Dr. Bruga                | 1.19              | Malcolm McDowell            | un docteur qui discute avec Frasier de son livre et attire Roz. | |
| Rachel                   | 1.20              | Reba McEntire               | une femme qui a épousé un veuf vivant encore avec les cendres de sa première épouse. | |
| Laura                    | 1.22              | Christine Lahti             | Une femme se plaignant de sa calvitie et de la perte de contact avec ses sœurs. | |
| Janice                   | 1.23              | Patricia Hearst             | connait quelques problèmes familiaux | |
| Robert                   | 1.23              | Tommy Hilfiger              | Frasier, sous médicaments, dit qu'un certain Robert a déjà appelé. | |
| Howard                   | 1.23              | Steve Lawrence              | Niles (remplaçant Frasier) conseille cet homme et sa femme | Lawrence et sa femme sont mariés dans la vraie vie.                                                                                                   |
| Louis                    | 1.23              | Garry Trudeau               | Gil qui remplace Frasier (malade) réussit à arranger son mariage en réservant une table dans un restaurant cinq étoiles.                                                                                         | |
| Lois                     | 1.23              | Eydie Gormé                 | voir Howard | |
| Blake                    | 1.23              | Steve Young                 | a eu un accident de voiture après une suggestion mentale de Frasier. | |
| Marjorie                 | 1.23              | Mary Tyler Moore            | pense que son patron ne la respecte pas | |
| Steven                   | 2.01              | James Spader                | ne sait pas si son nouveau-né doit dormir dans la chambre de ses parents. | |
| Rita                     | 2.02              | Lily Tomlin                 | une femme au foyer souffrant de la pression familiale. Frasier lui suggère d'acheter un chien. | |
| Maggie                   | 2.04              | Amy Madigan                 | ne sait pas quoi faire de son petit ami. | |
| Edna                     | 2.06              | Alfre Woodard               | dépressive à cause de la pluie. | |
| Connie                   | 2.06              | Sandra Dee                  | furieuse contre Frasier à qui elle reproche la pluie de Seattle. | |
| Holden Thorpe            | 2.07              | Sydney Pollack              | un politicien qui insulte Frasier à l'antenne. | |
| Chester                  | 2.08              | Art Garfunkel               | Jugé peu ambitieux par sa femme. | |
| Vic                      | 2.09              | Kevin Bacon                 | un homme qui a du mal à rencontrer des femmes. | |
| Linda                    | 2.10              | Betty Comden                | demande où se trouve le magasin d'antiquités le plus proche | |
| Walter                   | 2.10              | Adolph Green                | voir personnage précédent | |
| Elliott                  | 2.11              | Macaulay Culkin             | adolescent se faisant passer pour un homme de 43 ans souffrant d'une voix infantile. | |
| Francesca                | 2.12              | Rosie Perez                 | craint d'être abandonnée - Frasier est coupé à cause du remplaçant de Roz. | Perez joue aussi dans Crock Tales. C'est elle qui devait jouer au départ Daphné.                                                                      |
| Marie                    | 2.12              | Carly Simon                 | souhaite inviter un célibataire. | |
| Marjorie                 | 2.13              | Mary Steenburgen            | Une acrophobe | Steenburgen est mariée à Ted Danson alias Sam Malone.                                                                                                 |
| Sid                      | 2.18              | Gary Sinise                 | un homme incapable de parler au téléphone. | |
| Madman Martinez          | 2.19              | John Lithgow                | se fait passer pour dépressif. | |
| Gretchen                 | 2.21              | Glenne Headly               | une Autrichienne soupçonnant son mari d'infidélité. | |
| Caroline                 | 2.24              | Shelley Duvall              | pense que son thérapeute (Niles) est un incompétent. | |
| Mark                     | 3.01              | Matthew Broderick           | un homme victime d'un dédoublement de la personnalité. | |
| Phyllis                  | 3.01              | Carrie Fisher               | souffre d'insomnies incurables. | |
| Keith                    | 3.01              | Tom Hulce                   | considère dans un premier temps son travail très important. | |
| Nancy                    | 3.01              | Teri Garr                   | femme souffrant de problèmes sexuels. | |
| Jill                     | 3.02              | Blair Brown                 | Frasier est fasciné par ses rêves. | |
| Eileen                   | 3.03              | Mary Elizabeth Mastrantonio | rêve de Frasier pendant les ébats sexuels. | |
| Rob                      | 3.04              | Ed Harris                   | félicite Bulldog sur les blagues commises envers Frasier. | |
| Jack                     | 3.04              | Billy Crystal               | félicite Bulldog sur les blagues commises envers Frasier. | |
| Marilyn                  | 3.05              | Brooke Adams                | souhaite retourner dans le Wisconsin | Adams est née à New York City, mais son mari Tony Shalhoub, est né à Green Bay (Wisconsin). Shalhoub jouera plus tard dans l'épisode Le groupe Focus. |
| June                     | 3.06              | Laura Dern                  | son mari est en colère contre elle. | |
| Polly                    | 3.07              | Cyd Charisse                | trouve l'émission très fade. | |
| Vinnie                   | 3.08              | Paul Mazursky               | un coureur de jupons notoire qui a égaré son alliance. | |
| Bob                      | 3.09              | Ray Liotta                  | hésite entre rentrer chez lui ou s'installer à Hawaï. | |
| Gerard                   | 3.11              | Armistead Maupin            | Un des auditeurs souhaitant devenir ami avec Frasier. | |
| Marlene                  | 3.13              | Jodie Foster                | une femme au foyer souffrant d'un manque de vie sexuelle. | |
| Brandy                   | 3.15              | Faith Prince                | femme doutant de sa relation avec son mari. | |
| Steve                    | 3.15              | Randy Travis                | femme essayant de perdre du poids. | |
| Chris                    | 3.17              | Billy Barty                 | se venge de son voisin en jetant des crevettes moisies dans son système d'air conditionné. | |
| Lydia                    | 3.17              | Joan Allen                  | est tourmentée par des problèmes sexuels. | Ironiquement, Frasier est essoufflé à cause d'un problème de stationnement et ses ahanements sont pris pour des cris orgasmiques.                     |
| Chuck                    | 3.17              | Eric Idle                   | se venge d'un ennemi en lui envoyant 100 scorpions vivants par courrier. | |
| Mitch                    | 3.17              | Jerry Orbach                | se venge d'un voisin en brisant son ramasse-feuilles électrique. | |
| Rochelle                 | 3.17              | Jane Pauley                 | se venge d'une voisine en incendiant sa pelouse. | |
| Brenda                   | 3.17              | Katarina Witt               | renvoie Frasier au second plan alors qu'il la conseillait sur sa sœur. | [ 5 ] |
| Beth                     | 3.19              | Mrs. Fields                 | croit que son mari la trompe. | |
| Tom                      | 3.22              | David Duchovny              | accro au sexe. | |
| Angela                   | 3.24              | Sherry Lansing              | appelle à propos de son veuvage. | |
| Jerry                    | 4.02              | Marv Albert                 | un auditeur de Bulldog. | . |
| Jake                     | 4.02              | Bob Costas                  | un auditeur de Bulldog. | |
| Mike                     | 4.02              | Julius Erving               | un auditeur de Bulldog | |
| Jimmy                    | 4.03              | Kieran Culkin               | s'interroge sur la stupidité de ses parents. | |
| Rudy                     | 4.03              | Christopher Durang          | pleure en racontant un film triste. | |
| Linda                    | 4.05              | Wendy Wasserstein           | Une femme se plaignant à Niles (remplaçant Frasier) de son chat anorexique. | |
| Greg                     | 4.08              | John Cusack                 | un jeune étudiant souffrant de maladie mentale. | |
| Alice                    | 4.12              | Patty Duke                  | auditrice pessimiste. | |
| Chet                     | 4.15              | Eric Roberts                | un ancien timide qui a trop bien appliqué le conseil de Frasier. | |
| Doug                     | 4.19              | David Benoit                | un chômeur. | |
| Dorothy                  | 5.03              | Cindy Crawford              | La manucure de Roz | |
| Roger                    | 5.13              | John Waters                 | un homme qui souhaite changer de carrière. | |
| Bill                     | 5.13              | Rob Reiner                  | souffre d'énurésie. | |
| Betsy                    | 5.15              | Halle Berry                 | souffre de rêves prémonitoires. | |
| Marie                    | 5.17              | Jill Clayburgh              | a du mal à sortir du lit chaque matin. | |
| Patrick                  | 5.24              | John McEnroe                | se croit cocu. | |
| Ralph                    | 6.11              | William H. Macy             | appelle après que Frasier l'a aidé à changer une roue, pour déposer plainte contre lui. | |
| Stephen                  | 6.11              | Ron Howard                  | croit que la voix de la radio le contrôle. | |
| Sophie                   | 6.12              | Marlo Thomas                | se dispute avec son mari. | |
| Larry                    | 6.12              | Phil Donahue                | voir personnage précédent | |
| Audrey                   | 6.13              | Beverly D'Angelo            | Frasier lui suggère de réparer la robe de sa sœur. | |
| Jenny                    | 6.20              | Gillian Anderson            | son petit ami est effrayé à l'idée de s'engager. | |
| Jill                     | 6.20              | Pia Zadora                  | son mari est gay mais le docteur Nora n'accepte pas les raisons de son divorce. | |
| Tom                      | 6.20              | Yo-Yo Ma                    | demande à Nora comment gérer un collaborateur insupportable. | |
| Denise                   | 6.20              | Bonnie Raitt                | Étouffée par sa mère. | |
| Gave                     | 7.16              | Isaac Mizrahi               | Accro au shopping. | Mizrahi est un designer célèbre. |
| Maria                    | 7.16              | Gloria Estefan              | son mari est infidèle. | |
| Brian                    | 8.08              | Stephen King                | Frasier essaie en vain de le faire intervenir dans l'émission. | |
| Tom                      | 8.08              | Wolfgang Puck               | Frasier essaie en vain de le faire intervenir dans l'émission. | Il joue aussi son propre rôle dans l'épisode 15 de la saison 9.                                                                                       |
| Andy                     | 8.09              | Neil Simon                  | Ne sait pas s'il est à l'antenne ou non. | |
| Cleo                     | 8.10              | Melissa Etheridge           | doit choisir entre trois petits amis. | |
| Rachel                   | 8.13              | Bernadette Peters           | (alors que Frasier réécoute un enregistrement en voiture)propose à Frasier un rendez-vous | |
| Fred                     | 8.16              | Hal Prince                  | a peur de l'intimité. | |
| Tom                      | 9.04              | Anthony Edwards             | a des doutes à propos de son mariage. | |
| Estelle                  | 9.08              | Jennifer Jason Leigh        | interroge Bill Gates. | |
| Warren                   | 9.08              | Bobby Short                 | interroge Bill Gates. | |
| Phyllis                  | 9.08              | Allison Janney              | appelle à propos de son chat | apparaît aussi dans l'épisode 9.17. |
| Joe                      | 9.08              | Larry Gelbart               | comprend le problème de Frasier et raconte à son tour son histoire personnelle. | |
| Garth                    | 9.10              | Pat Boone                   | appelle pendant que Frasier et Kenny se disputent. | |
| Polly                    | 9.10              | Cherry Jones                | se plaint de son manque de vie sexuelle. | |
| Terrence                 | 9.11              | Andy García                 | en a assez d'être seul. | |
| Mike                     | 9.14              | Freddie Prinze, Jr.         | appelle pendant une émission que Frasier présente. | |
| Lillian                  | 9.18              | Naomi Judd                  | une perfectionniste. | |
| Jeremy                   | 9.21              | Rufus Wainwright            | un adolescent qui a des problèmes. | |
| Carl                     | 9.22              | Keith Carradine             | croit qu'il est trompé et demande de l'aide. | |
| Auditrice non identifiée | 9.22              | Olympia Dukakis             | appelle pour critiquer Frasier mais finalement change d'avis après avoir écoute ses conseils. | |
| Auditeur non identifié   | 9.22              | Scott Hamilton              | dit à Frasier de retourner à Seattle | |
| Unnamed Caller           | 9.22              | Daryl Hannah                | demande à boycotter KQZY | |
| Jerry                    | 10.02             | Billy Bean                  | veut savoir ce qui est arrivé à Frasier. | |
| Mark                     | 10.02             | Charles Busch               | a couché avec sa patronne. | |
| Sheila                   | 10.02             | Leelee Sobieski             | a couché avec son patron. | |
| Stu                      | 10.04             | Bradley Whitford            | a du mal à oublier son ex. | |
| Grant                    | 10.09             | John Turturro               | regrette de ne pas avoir exprimé assez son amour à sa grand-mère. | |
| Mindy                    | 10.17             | Laura Linney                | se fait passer pour sa mère. | Joue ensuite Charlotte dans l'ultime saison. |
| Ernie                    | 10.23             | Bill Paxton                 | en colère à cause de son chien. | |
| Kevin                    | 11.03             | Benjamin Bratt              | reproche à Frasier de ne pas avoir été honnête en l'ayant vu entrer dans un bar gay. | |
| Celeste's Mother         | 11.12             | Estelle Parsons             | explique que toute la famille est à la radio. | |
| Britney                  | 11.12             | Hilary Duff                 | annonce qu'elle compte s'enfuir de la maison. | |
| Morrie                   | 11.12             | Stanley Tucci               | un homme qui reproche à sa femme de ne pas le laisser tranquille. | |
| Celeste                  | 11.12             | Penny Marshall              | Épouse du précédent. | |
| Babette                  | 11.17             | Helen Mirren                | une cleptomane. Frasier souffrant d'une quinte de toux, Roz finira la conversation à sa place. | Mirren a été la dernière participante téléphonique de la série.                                                                                       |

## Lieux
- L'appartement de Frasier : Frasier est propriétaire d'un grand appartement à Seattle disposant d'une vue imprenable sur le centre-ville et sur la Space Needle. Au cours de la série, l'ensemble de l'appartement est exploré, mais la grande majorité des scènes se déroulent dans le living-room/salle à manger ainsi que dans la cuisine qui en est partiellement séparée. L'appartement est décoré de façon moderne et avec goût, à l'exception près du fauteuil basculant hideux que Martin veut absolument conserver. Il dispose de trois chambres, puisque Frasier, Martin et Daphnée disposent chacun de la leur et que tous les autres invités se sont trouvés dormir sur le canapé. La vue de Seattle depuis l'appartement de Frasier correspond à celle que l'on peut voir et photographier depuis le quartier de Queen Anne de cette ville. Mais ce quartier ne comprend pas d'immeuble moderne de grande hauteur comme celui dont est censé faire partie l'appartement de Frasier.

- Le Café Nervosa : c'est le second lieu principal de la série. Ce café fictif fait écho au café Central Perk de la série Friends, diffusée à la même époque. Frasier et Niles aiment s'y retrouver, et Roz le fréquente également. Martin Crane ne s'y rend pas volontiers, car il ne comprend pas l'intérêt que l'on peut porter aux breuvages sophistiqués tels les cappuccino, café latte, etc. que l'on y sert, lui qui se contente de simples cafés noirs. La première scène de la série fait se rencontrer Frasier et Niles au café Nervosa, et les derniers mots touchants que Niles adresse à son frère avant de s'envoler vers de nouveaux horizons est "I'll miss the coffees".

- La station de radio : La station où Roz et Frasier travaillent. Bulldog passe souvent après Frasier pour son émission de sport. C'est dans ce lieu que la plupart des guests apparaissent au téléphone pour demander de l'aide à Frasier.

## Récompenses
- Golden Globe Award 1995 : Meilleure série comique
- Golden Globe Award : Meilleur acteur dans une série comique pour Kelsey Grammer
- Emmy Award 1999 : Meilleur acteur dans un second rôle pour David Hyde Pierce
- Emmy Award 1999 : Meilleur scénario de Jay Kogen pour l'épisode Merry Christmas, Mrs. Moskowitz
- Emmy Award 2000 : Meilleure guest star féminine dans une série comique pour Jean Smart
- Emmy Award 2000 : Meilleur montage pour l'épisode Something Borrowed, Someone Blue
- Golden Globe Award 2001 : Meilleur acteur dans une série comique pour Kelsey Grammer
- Emmy Award 2001 : Meilleure guest-star féminine dans une série comique pour Jean Smart
- Emmy Award 2001 : Meilleure guest-star masculine dans une série comique pour Derek Jacobi
- Emmy Award 2001 : Meilleur montage pour l'épisode Daphne Returns
- Emmy Award 2002 : Meilleure guest-star masculine dans une série comique pour Anthony LaPaglia
- Emmy Award 2002 : Meilleur montage pour l'épisode The Proposal
- Emmy Award 2002 : Meilleur son pour l'épisode Bla-Z-Boy
- Emmy Award 2003 : Meilleur montage pour l'épisode Rooms With A View
- Emmy Award 2004 : Meilleur acteur dans une série comique pour Kelsey Grammer
- Emmy Award 2004 : Meilleure guest-star féminine pour Laura Linney
- Emmy Award 2004 : Meilleur acteur dans un second rôle pour David Hyde Pierce
- Emmy Award 2004 : Meilleur montage pour l'épisode Goodnight, Seattle
- Emmy Award 2004 : Meilleur son pour l'épisode The Doctor Is Out
- Emmy Award 2004 : Meilleure direction artistique pour l'épisode Freudian Sleep/Caught In The Act

## Commentaires
- Dérivée de Cheers, cette série a connu un immense succès aux États-Unis où elle a remporté de nombreuses récompenses, notamment le plus grand nombre d'Emmy Awards parmi toutes les séries jamais diffusées jusqu'en 2016 (la série Game of Thrones l'a détrôné).

- Jusqu'en 2004, la série a remporté 37 Emmy Awards, Kelsey Grammer et David Hyde Pierce en remportant deux chacun.

- Kelsey Grammer a été à un moment l'acteur le mieux payé de l'histoire de la télévision américaine, gagnant un salaire de 1,6 million $ par épisode pour les deux dernières saisons, record battu par Ray Romano (Tout le monde aime Raymond) l'année suivante.

- Le dernier épisode, diffusé le 13 mai 2004 a été vu par 33,7 millions de téléspectateurs.

- À la fin, le coût de la série était élevé, ce qui provoqua son arrêt : 75 millions $ pour la dernière saison.

- De nombreuses guest stars sont apparues durant les onze saisons, comme il est de coutume pour une série : on peut y voir Michael Keaton, Anthony LaPaglia, Laura Linney, Jason Biggs, Jennifer Beals ou Penny Johnson Jerald. Mais c'est aussi dans les appels téléphoniques auxquels Frasier répond que les guest apparaissent. C'est difficile à juger pour le public français, qui connaît rarement la voix originale de certains acteurs, et il faut signaler aussi que nombre de ces guests, chanteurs, présentateurs ou acteurs, sont peu connus en dehors des États-Unis. Ils sont généralement listés en fin de saison. Citons entre autres : Cyd Charisse, Macaulay Culkin…

- La série a été doublée en intégralité, pourtant la saison 11 ne comporte pas de titres français, malgré le doublage effectué.